# NGC 3111
NGC 3111 (również PGC 29338 lub UGC 5441) – galaktyka eliptyczna (E-S0), znajdująca się w gwiazdozbiorze Wielkiej Niedźwiedzicy. Odkrył ją John Herschel 17 marca 1828 roku.